# 林美香
林 美香（はやし みか、1970年4月1日 - ）は、東京都出身の法学者。神戸大学大学院国際協力研究科教授。専門は、国際法。軍縮・軍備管理に関する国際条約を主な研究テーマとしている。兵庫県神戸市在住。
旧姓、「西村」。成蹊大学法学部教授、および、明星大学造形芸術学部准教授の、「西村美香」はそれぞれ別人。

## 略歴
二人姉妹の長女として東京都で生まれ、その後兵庫県芦屋市で高校時代までを過ごす。
神戸女学院高等学部2年在学中に経団連奨学生としてイタリアに渡る。京都大学法学部4年生在学中に外務公務員上級試験に合格し卒業後、外務省に入省。フランスおよび本省での勤務を経て退官。その後、フリ－通訳として生計を立てながら研究職の道へ転身。
- 1988年 - United World College of the Adriatic（イタリア）卒業
- 1993年 - 京都大学法学部卒業
- フランス国立行政院 (Ecole Nationale d’Administration) 修了
- フランス東洋言語学院 (Institut National des Langues et Civilisations Orientales) DESS取得
- 2000年 - 東京大学大学院総合文化研究科修士課程修了
- 2003年 - 東京大学大学院総合文化研究科博士課程単位取得退学

## 所属学会
国際法学会・世界法学会・国際人権法学会・国際関係論研究会・ISA

## 主な論文
- 「化学兵器禁止条約の権利義務構造：履行確保の観点からのレジームの考察」（『国際関係論研究』17、2001年）p1-33.
- “Constraints on Sovereignty in the Chemical Weapons Convention from the Perspective of International Law,” in Howard M. Hensel, ed., Sovereignty and the Global Community: The Quest for Order in the International System. Ashgate, 2004, pp. 55-82.
- “The Japanese Law Concerning the Special Measures on Humanitarian and Reconstruction Assistance in Iraq: Translator's Introduction.” Pacific Rim Law and Policy Journal 13 (2004): 579-609.
- “Principle of Civilian Protection and Contemporary Armed Conflict,” in Howard M. Hensel, ed., The Law of Armed Conflict: Constraints on the Contemporary Use of Military Force. Ashgate, 2005, pp. 105-29.